# Logonna-Daoulas
Logonna-Daoulas (bretonisch Logonna-Daoulaz) ist eine französische Gemeinde im Département Finistère im Nordwesten der Bretagne mit 2127 Einwohnern (Stand: 1. Januar 2022). Sie gehört zum Arrondissement Brest und ist Mitglied im Gemeindeverband Communauté d’agglomération du pays de Landerneau-Daoulas. Die Bewohner werden Logonnais und Logonnaises genannt.

## Geografie

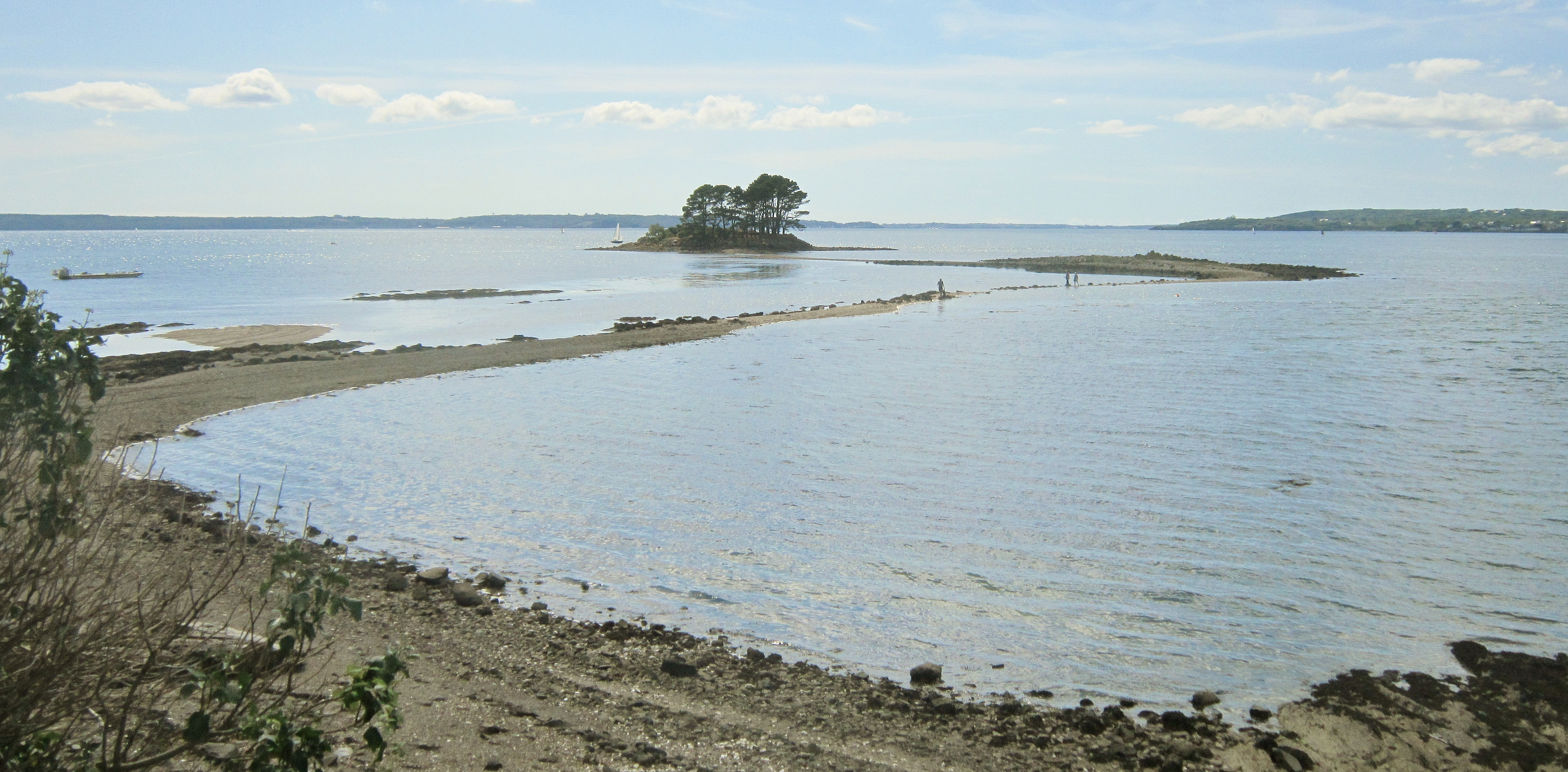
Tombolo von Pointe du Château

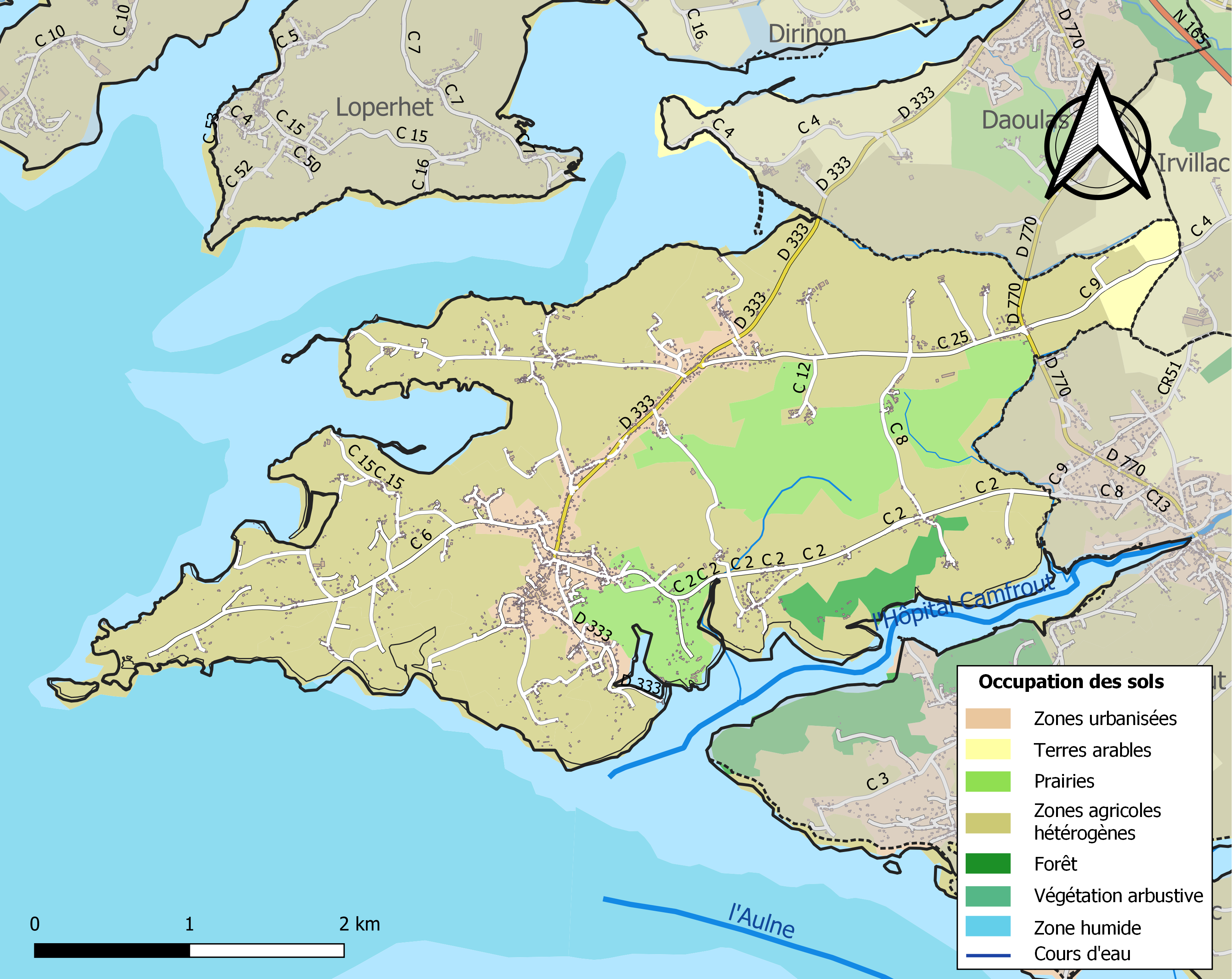
Bodennutzung, Hydrografie und Infrastruktur der Gemeinde (2018)

Logonna-Daoulas befindet sich im hintersten Ende der Rade de Brest in der historischen Landschaft der Cornouaille, etwa 16 Kilometer südöstlich von Brest. Die Gemeinde liegt im Regionalen Naturpark Armorique auf einer Halbinsel zwischen den Trichtermündungen der Flüsschen Mignonne und Camfrout in die Bucht von Brest. Die Küstenlinie des Gemeindegebiets ist zerstückelt mit vielen Buchten und Landvorsprüngen. Das Innere des Gemeindegebiets ist recht uneben und weist abwechselnd Hügel und Täler auf. Die Höhenlagen liegen zwischen 77 Metern im nordöstlichen Teil und Meereshöhe. Das Zentrum liegt auf einem Hügel, etwa vierzig Meter über dem Meeresspiegel. Kleine Küstenflüsse formen Täler. Die bedeutendsten sind der Porsgennou, der die nördliche Gemeindegrenze markiert und der Goasven, der die östliche Gemeindegrenze markiert.
Das Gebiet von Logonna-Daoulas ist Teil des Natura 2000-Schutzgebiets „Rade de Brest, estuaire de l’Aulne“ (FR5300046), des Natura-2000-Schutzgebiets „Rade de Brest : Baie de Daoulas, Anse de Poulmic“ (FR5310071) und von der ZNIEFF-Naturzone „Baie de Daoulas - Anse de Poulmic - Éstuaires de la rivière du Faou et de de l’Aulne“ (530030193). Etwa 90 % der Fläche der Gemeinde werden landwirtschaftlich, hauptsächlich heterogen, genutzt, etwa 7 % werden von urbanisierten Zonen belegt, nur etwa 2 % sind bewaldet.
Umgeben wird Logonna-Daoulas von den drei Nachbargemeinden:
| Rade de Brest | Daoulas                                     | Irvillac         |
| Rade de Brest | Kompassrose, die auf Nachbargemeinden zeigt | Hôpital-Camfrout |
| Rade de Brest | Rade de Brest                               | Rade de Brest    |

## Bevölkerungsentwicklung
| Jahr                       | 1962 | 1968 | 1975 | 1982 | 1990 | 1999 | 2006 | 2013 | 2020 |
| Einwohner                  | 1358 | 1223 | 1115 | 1312 | 1429 | 1579 | 1969 | 2110 | 2120 |
| Quellen: Cassini und INSEE |      |      |      |      |      |      |      |      |      |

## Sehenswürdigkeiten
- Kirche Saint-Monna aus dem 17. Jahrhundert, seit 1935 als Monument historique eingeschrieben
- Das Kreuz, genannt „Die Zwölf Apostel,“ befindet sich an der alten Ortsstraße zwischen Logonna-Daoulas und L'Hôpital-Camfrout, in der Nähe des Weilers Rungléo. Es besteht aus einem aufrechten, trapezförmigen Monolithen mit vier Flächen, an dessen Spitze ein Kreuz mit viereckigem Querschnitt angebracht ist. Das Ganze steht auf einem abgerundeten Granitblock, der die Basis bildet. Das Hauptelement mit einer Höhe von 2,20 Meter entspricht wahrscheinlich der Wiederverwendung eines antiken Monolithen (Menhir, Stele aus der Eisenzeit, militärische Markierung), der nachgeschnitten und christianisiert wurde. Es ist seit 2015 als Monument historique eingeschrieben.
- Das Schloss Rosmotduc ist auf einem Hügel einer ehemaligen Turmhügelburg erbaut. Das ursprüngliche Herrenhaus war durch eine trapezförmige Umzäunung geschützt, die von einem Wassergraben umgeben war, wobei eine Seite dem Meer zugewandt war und entlang der Mündung ein gemauerter Wall errichtet wurde. Das ursprüngliche Herrenhaus wurde vermutlich in den Jahren 1545 erbaut und zu Beginn des 17. Jahrhunderts und um 1648 restauriert.
- Kapelle Sainte-Marguerite aus dem 17. Jahrhundert
- Kapelle Saint-Jean-Baptiste, errichtet 1656
- Gezeitenmühle an der Mündung des Camfrout aus dem 16. Jahrhundert, im 19. Jahrhundert zur industriellen Getreidemühle erweitert
- Zahlreiche Calvaires und Kreuze

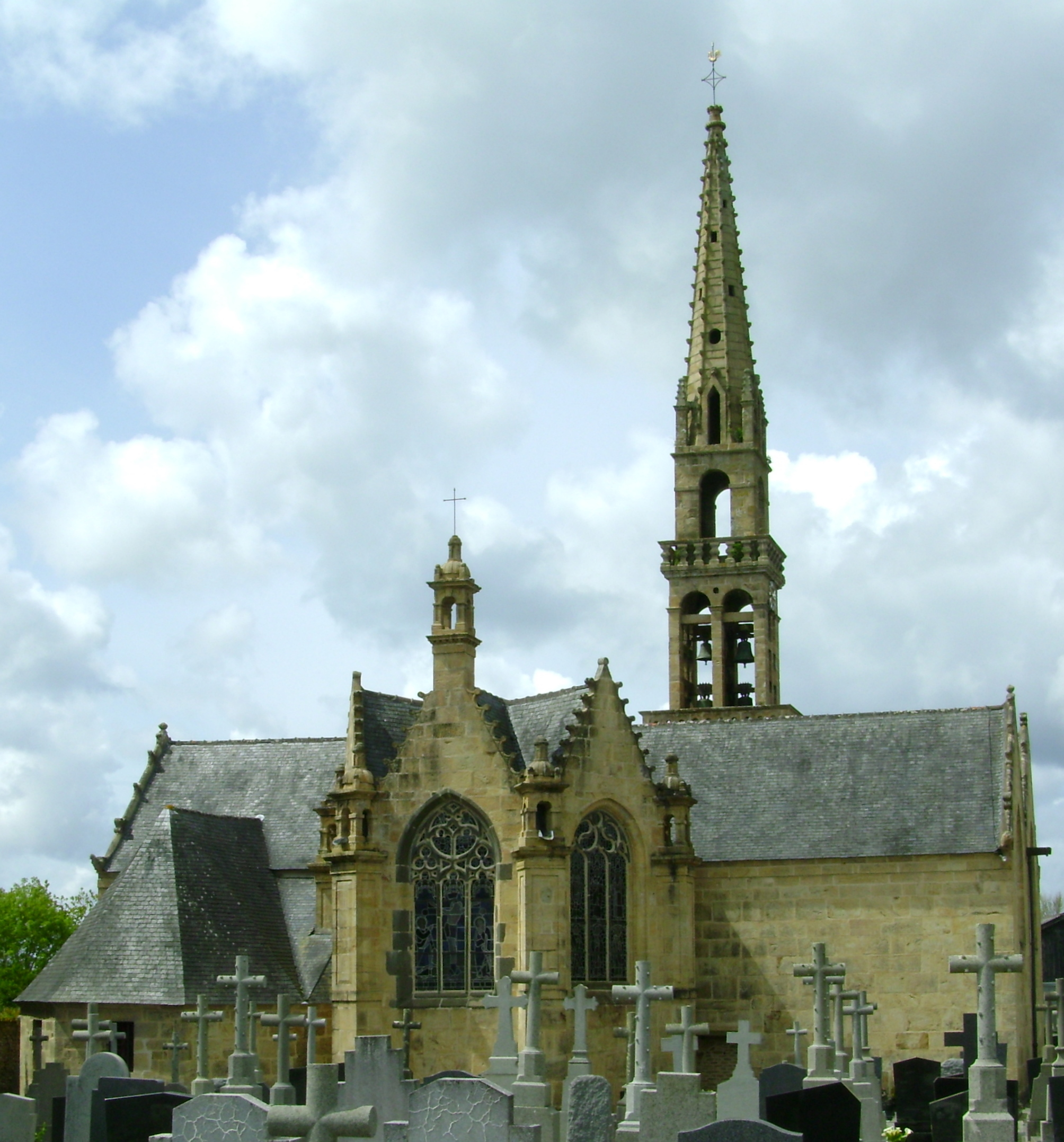
Kirche Saint-Monna
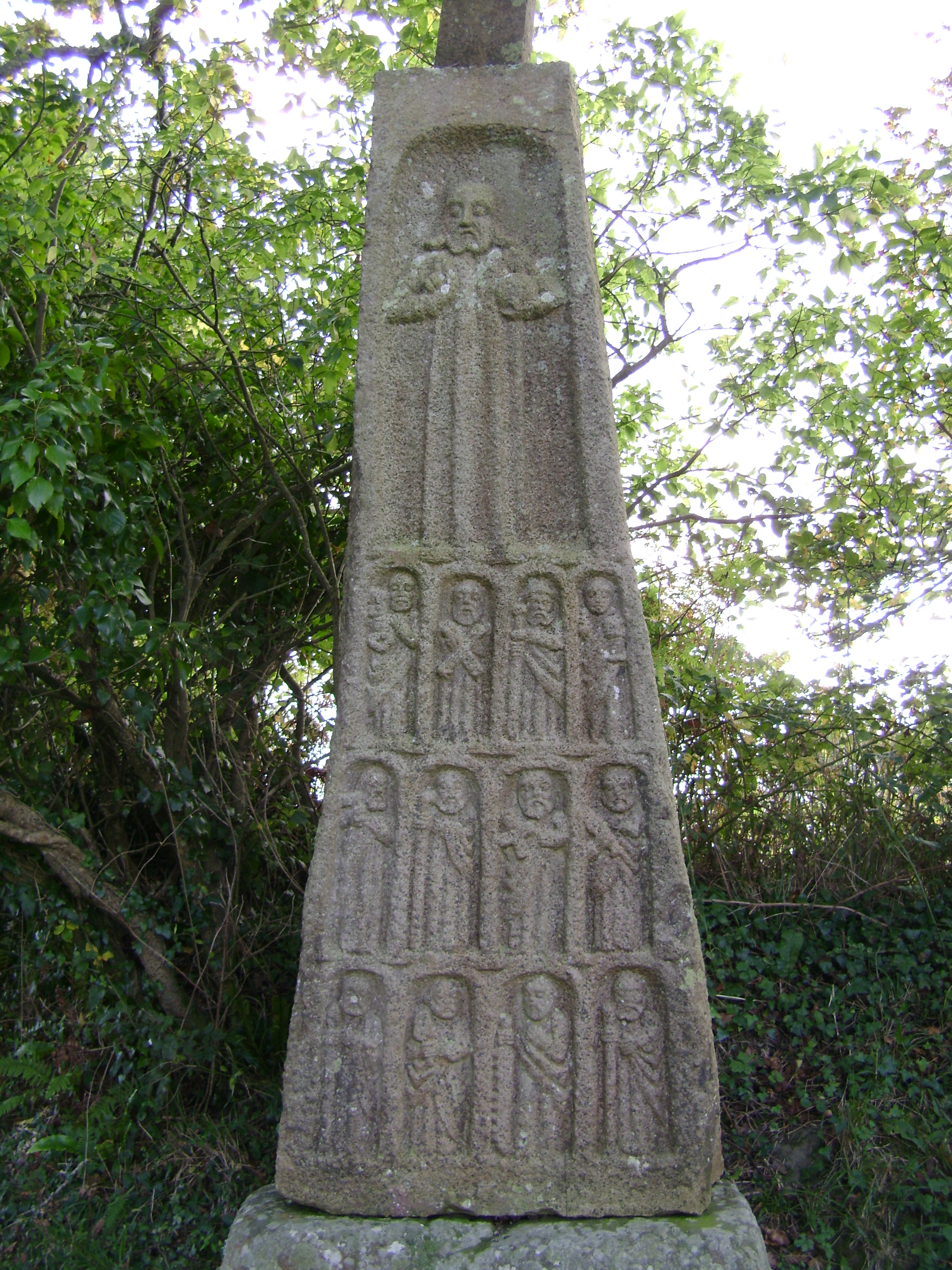
Zwölf-Apostel-Kreuz
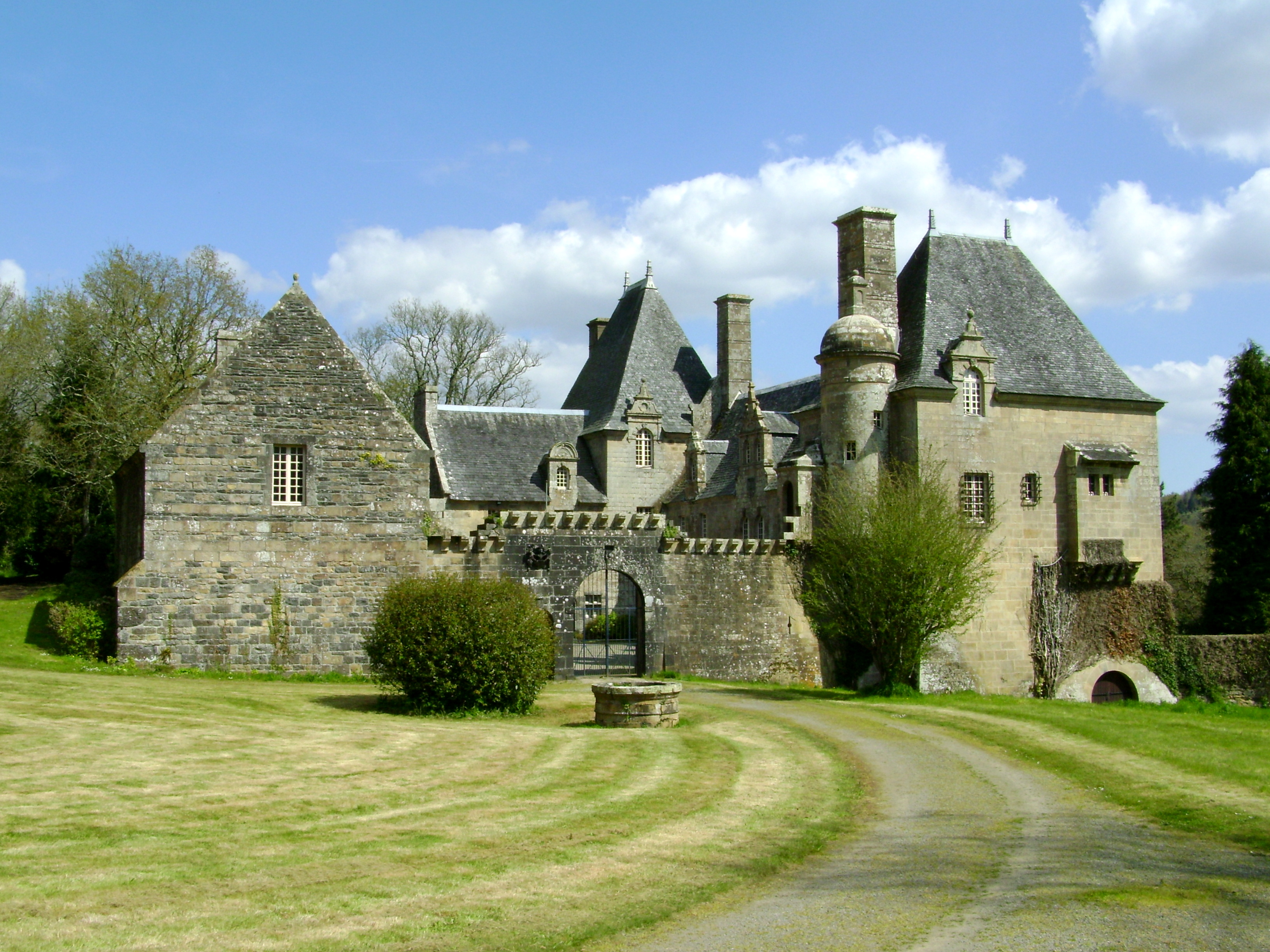
Schloss Rosmorduc
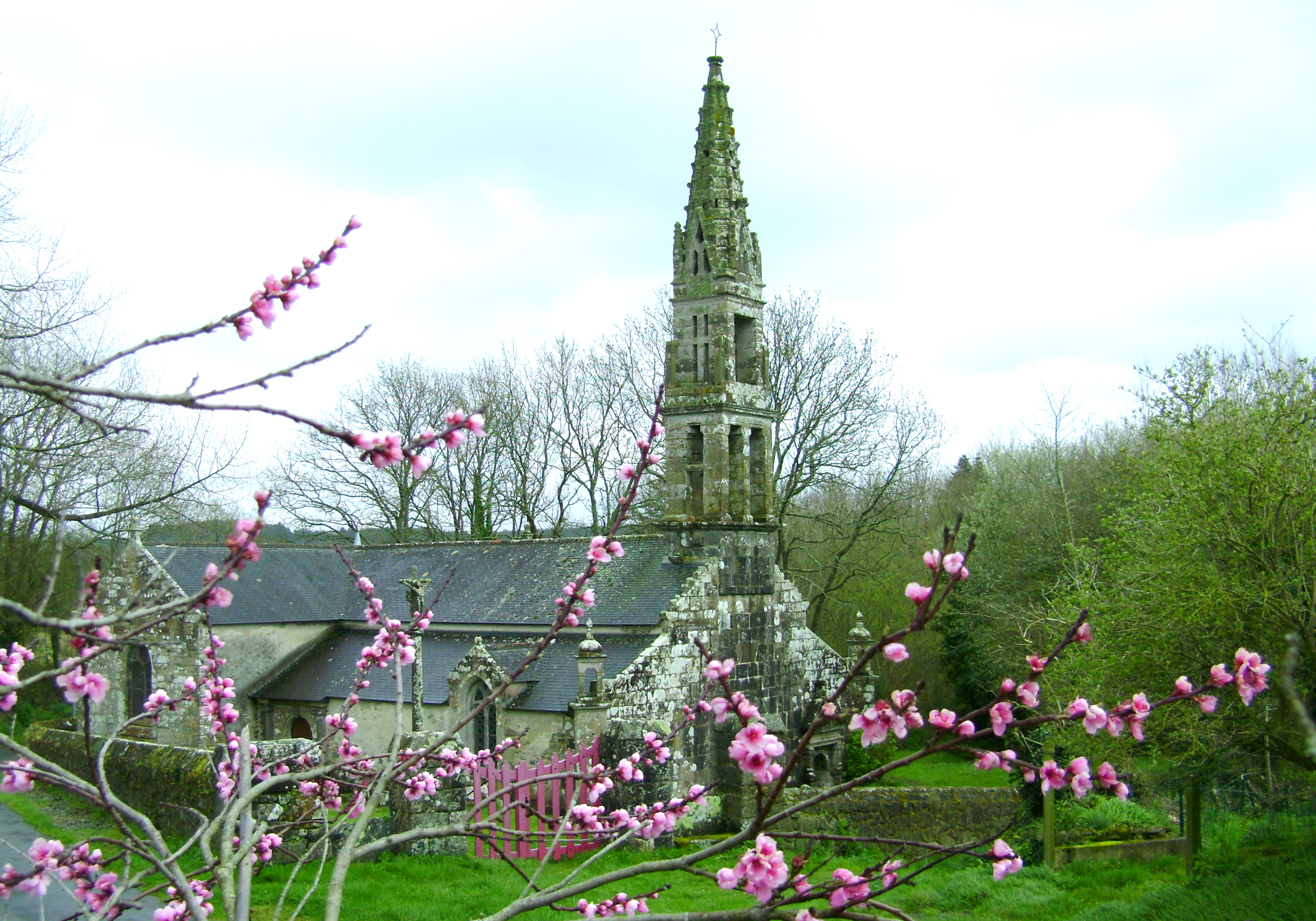
Kapelle Sainte-Marguerite
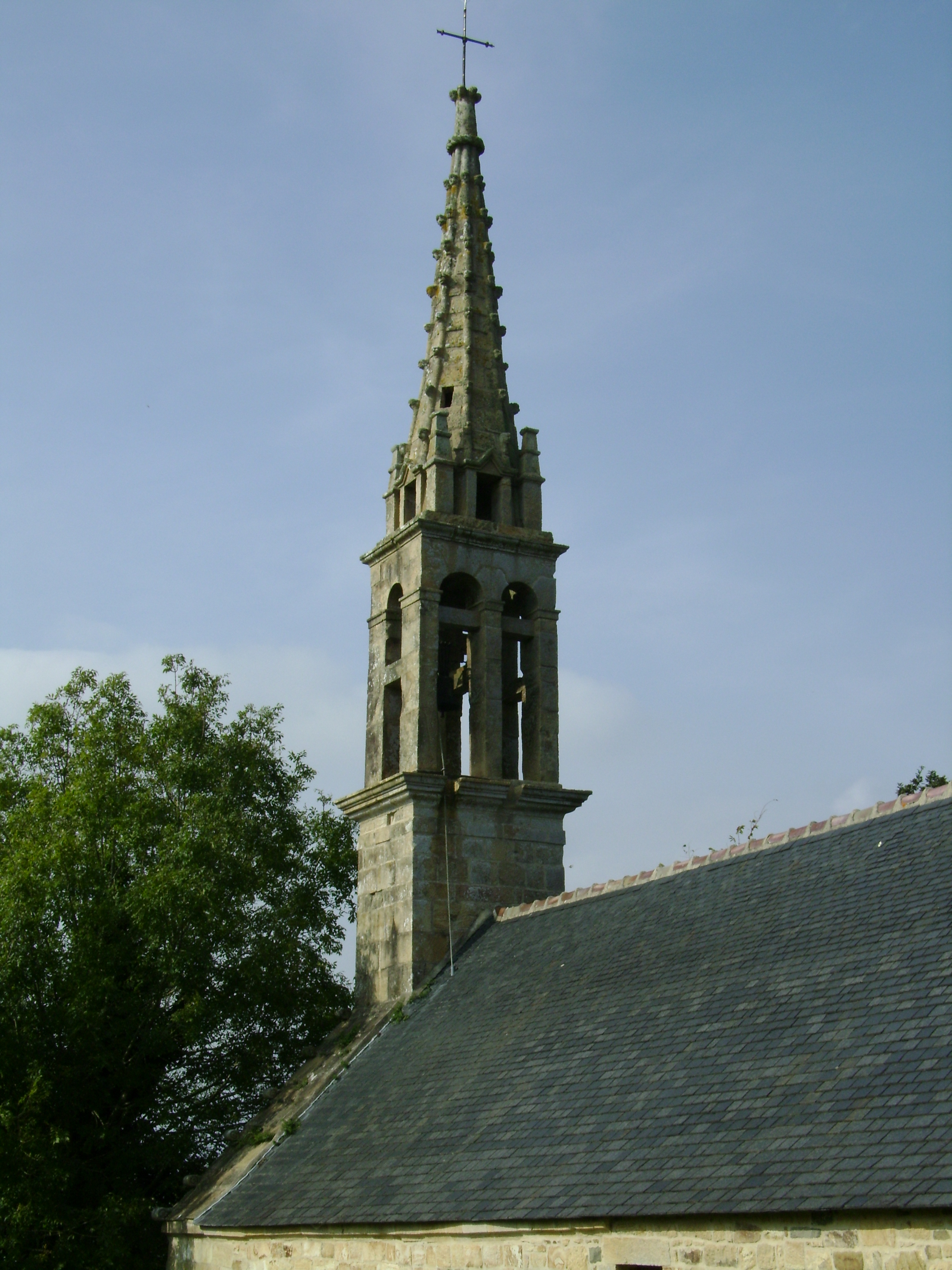
Kapelle Saint-Jean-Baptiste
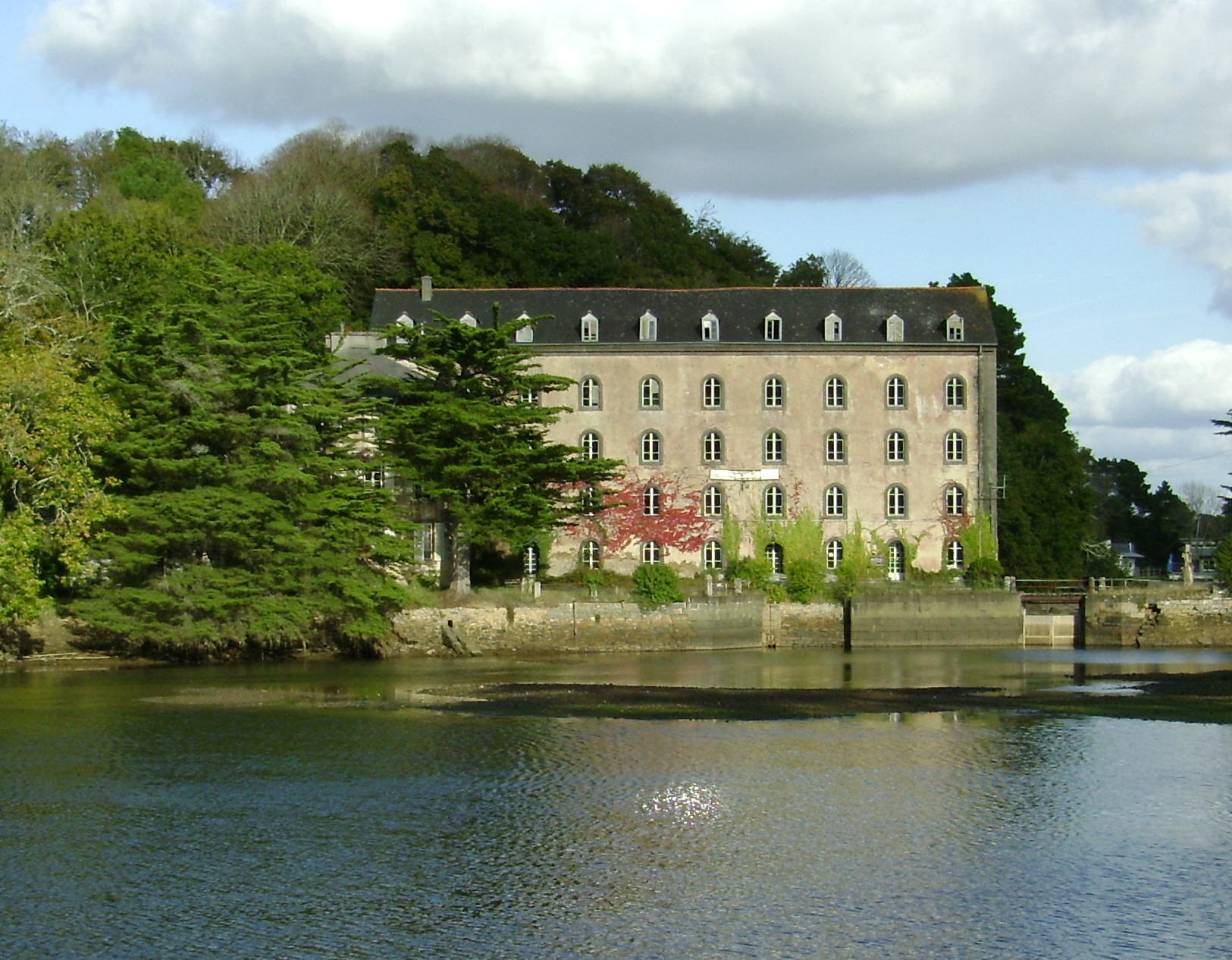
Gezeitenmühle
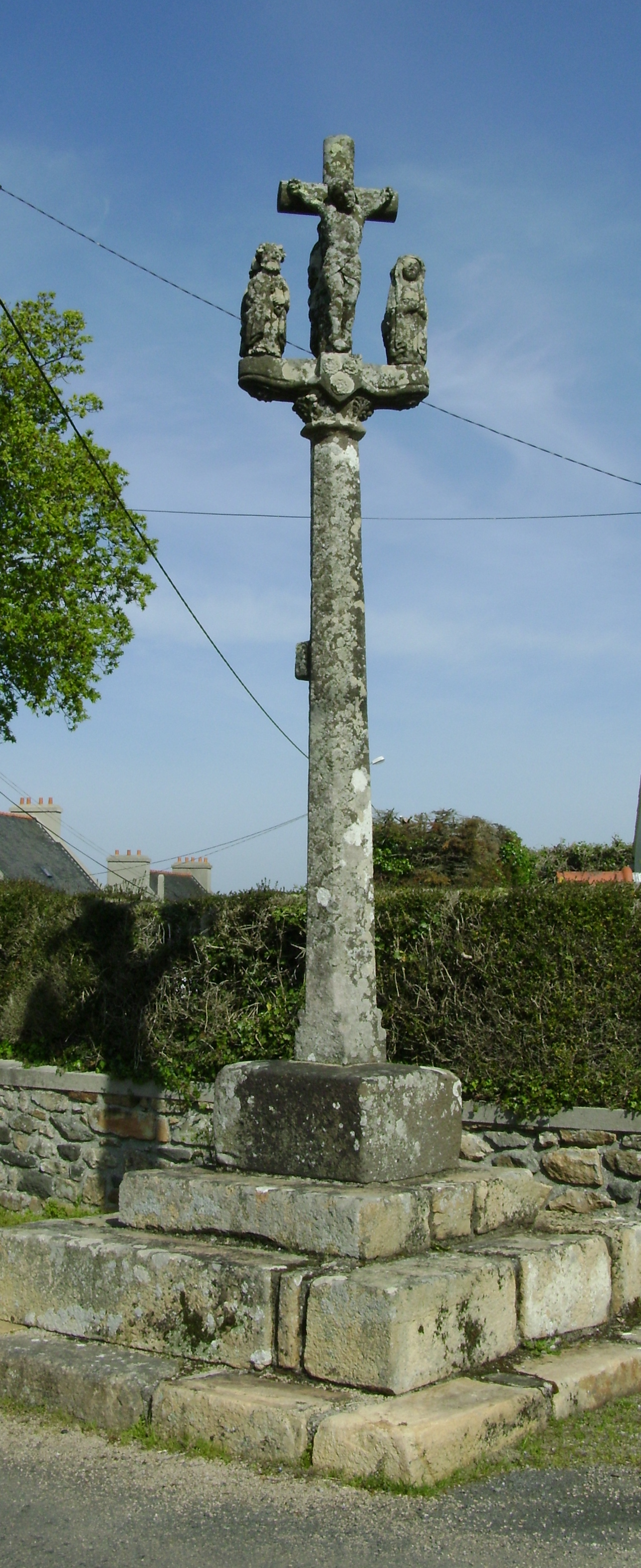
Kreuz Gorre ar C'hoat

## Verkehr
Aufgrund ihrer geografischen Lage auf einer Halbinsel liegt die Gemeinde fernab von großen Verkehrsachsen. Die einzige Departementsstraße 333 verbindet das Zentrum der Gemeinde mit Daoulas. Busse einer Linie der regionalen Transportgesellschaft BreizhGo bedienen fünf Haltestellen in Logonna-Daoulas und verbinden die Gemeinde mit Brest und Le Faou.